# Curragh Coal Mine
Die Curragh Coal Mine ist ein Kohle-Tagebau im Gebiet von Blackwater in Central Queensland, Australien. Die Kohlereserven werden auf 88 Mio. Tonnen Koks-Kohle (engl. „coking coal“) geschätzt. Der Tagebau wird damit zu einem der größten Kohlereviere in der östlichen Hemisphäre. Die Mine hatte bis 2012 eine jährliche Produktionskapazität von 7 Mio. t bituminöser Kohle. Die Mine erstreckt sich über 12.600 ha innerhalb des Gebiets der Rangal Coal Measures im Bowenbecken.

## Name
Die Mine ist nach der Curragh-Ebene in Irland benannt.

## Geographie
Die Mine liegt 30 km nördlich von Blackwater in Central Queensland. Weitere Tagebaue liegen in unmittelbarer Umgebung, darunter die Curragh North Mine und die Yarrabe Mine. Von dort aus erstreckt sich der Minengürtel entlang des Bowenbeckens nach Norden. Weitere Minen sind: Oaky Creek Mine, German Creek Mine und Norwich Park Mine, die durch Bahnlinien angebunden sind.

## Betrieb
2012 wurde die Produktion der Mine auf 8,5 Mio. t jährlich erhöht, während der Betrieb von einer Sieben-Tage-Woche auf eine Fünf-Tage-Woche umgestellt wurde.
Die Curragh Coal Mine gehörte zunächst zu Wesfarmers Resources und soll voraussichtlich bis 2025 betrieben werden. Abraum wird von Thiess abtransportiert.
2017 erwarb die Coronado Coal Group die Mine von Wesfarmers Resources.
Der Abtransport der Kohle erfolgt über das Blackwater Railway System und den Hafen Port of Gladstone. Ein Teil der Kohle wird zur Elektrizitätserzeugung in der Stanwell Power Station verwendet.